# Нава, Стефано
Стефано Нава (итал. Stefano Nava; родился 19 февраля 1969 года в Милан, Италия) — итальянский футболист, бывший защитник известный по выступлениям за «Милан», с которым выиграл Лигу чемпионов.

## Клубная карьера
Нава начал свою карьеру в молодёжной команде клуба «Про Сесто», но уже через год попал в футбольную академию «Милана». В 1988 году Стефано дебютировал на профессиональном уровне в клубе Серии С1 «Вирескит Бергамо». В следующем сезоне он ушёл на повышение в Серию B, где выступал в «Реджане». В 1990 году Нава вернулся в родной «Милан», где был дублером лидеров защиты россонери Паоло Мальдини, Алессандро Костакурты и Франко Барези. В своём первом сезоне он провёл всего два матча, но зато стал обладателем Суперкубка Европы и Межконтинентального кубка. В 1991 году для получения игровой практики Нава перешёл в «Парму» на правах аренды. Новой команде он помог одержать победу в Кубке Италии. После окончания аренды Стефано редко появлялся в основе «Милана», но зато дважды выиграл Серию А, трижды завоевал Суперкубок Италии, второй раз стал обладателем Суперкубка Европы и победил в Лиге Чемпионов. В финальном поединке против испанской «Барселоны» Нава вышел на замену в конце встречи вместо Мальдини. В 1995 году Стфевано провёл в аренде в клубе «Падова». В 1996 году он на правах свободного агента перешёл в швейцарский «Серветт», но уже через год вернулся в Италию в «Сампдорию». В 2001 году Нава завершил карьеру в «Про Сесто», который спустя три года успел потренировать.

## Личная жизнь
Есть сын Нава Лапо (2004 г.р.), пошел по стопам своего отца и в настоящее время является вратарем «Милана».

## Достижения
«Парма»
- Обладатель Кубка Италии: 1991/92

«Милан»
- Чемпион Италии (2): 1992/93, 1993/94
- Обладатель Суперкубка Италии: 1992, 1993, 1994
- Обладатель Суперкубка УЕФА: 1990, 1994
- Победитель Лиги чемпионов УЕФА: 1993/94
- Обладатель Межконтинентального кубка: 1990